# 八木通商

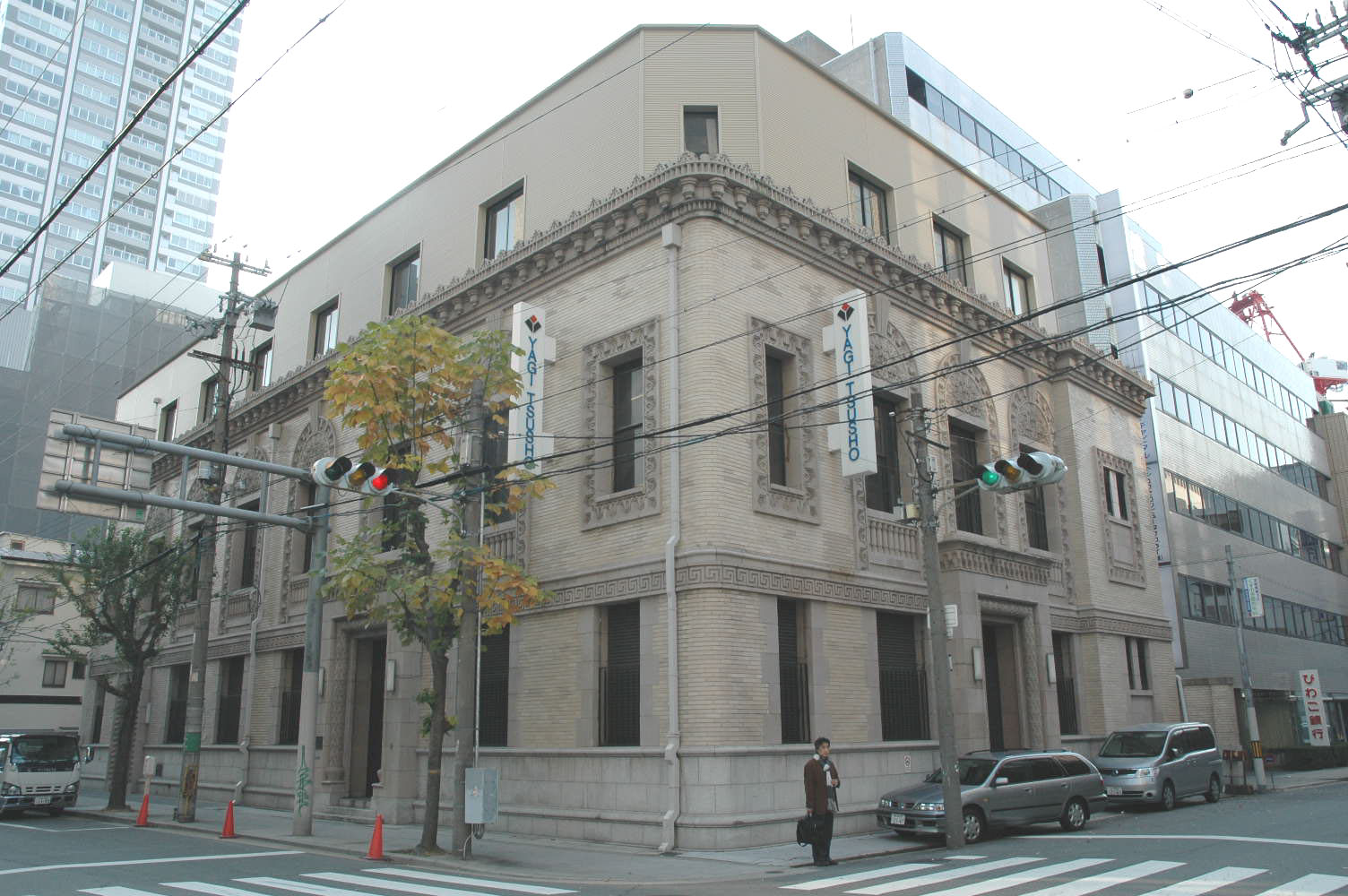
旧八木通商本社ビル
(中央区今橋3丁目2番1号)

八木通商株式会社（やぎつうしょう）は、大阪府大阪市中央区北浜に本社を置く、主に衣料品の輸入をおこなう商社である。東京都港区六本木と芝公園に事業所を構える。

## 会社概要
主に海外からの衣料品の輸入販売をおこなう。モンクレール、マッキントッシュ、バブアー、シャンボール セリエー、グレなど世界有数レベルのブランド販売を行なっており、国内各都市の百貨店等でも知名度の高いモノが多い。
この他、パリと上海に事務所を構えており、パリで衣料品のバイヤー事業をおこなう一方、上海ではその元となる生地や羽毛、また一部では、国内向けに蜂蜜等の食品の輸入事業も展開している。
元々は素材の輸出が中心の商社だったが、1971年にミラノに会社を作り、高級衣料製品の輸入業中心に転換。経営不調に陥ったヨーロッパ有名老舗ブランドを販売提携もしくは企業買収によって日本市場で成功させ、世界ブランドとして再生させた業績を持つ。2015年現在もわずかながら、ラルフ・ローレン、マークジェイコブス、J.クルー、モンクレール、アルマーニなど有名ブランドに糸・織物を輸出している。

## 沿革
- 1946年（昭和21年） - 会社設立
- 1957年（昭和32年） - 東京支店新設
- 1968年（昭和43年） - 大阪市中央区今橋3丁目2番1号に本社移転
- 1971年（昭和46年） - ミラノ事務所開設
- 1983年（昭和58年） - 輸入貢献企業として通商産業大臣（当時）より表彰される
- 1988年（昭和62年） - 前年に倒産したグレ買収
- 1996年（平成7年） - モンクレール独占輸入開始
- 2001年（平成13年） - 東京都港区六本木1丁目にアーク八木ヒルズが竣工（2016年7月1日、MFPR六本木麻布台ビルに改称[6]）
- 2007年（平成19年） - イギリス・マッキントッシュ社 (en) を子会社にする
- 2009年（平成21年） - 合弁会社モンクレール・ジャパン設立
- 2014年（平成26年） - 合弁会社ケンゾー・パリ・ジャパン設立

## 主な輸入ブランド
- GRÈS（グレ） - 1988年に八木通商が買収。
- three dots
- ORIAN
- MONCLER（モンクレール） - モンクレールとの間で合弁会社モンクレール・ジャパンを設立[7]。
- Mackintosh（マッキントッシュ） - 2007年に八木通商が買収。